# Jedlanka (powiat łukowski)
Jedlanka – wieś w Polsce, położona w województwie lubelskim, w powiecie łukowskim, w gminie Stoczek Łukowski.
Wieś szlachecka położona była w drugiej połowie XVI wieku w ziemi łukowskiej województwa lubelskiego.
W latach 1954–1972 wieś należała i była siedzibą władz gromady Jedlanka. W latach 1975–1998 miejscowość administracyjnie należała do województwa siedleckiego.
Wieś stanowi sołectwo w gminie Stoczek Łukowski. Według Narodowego Spisu Powszechnego z roku 2011 wieś liczyła 693 mieszkańców.
Wierni Kościoła rzymskokatolickiego należą do miejscowej parafii pw. Chrystusa Króla.
Obok miejscowości przepływa Bystrzyca, niewielka rzeka dorzecza Wisły.

## Integralne części wsi
| SIMC    | Nazwa   | Rodzaj      |
| ------- | ------- | ----------- |
| 0691576 | Róża    | osada leśna |
| 0691582 | Warkocz | osada leśna |

## Historia wsi
Jedlanka powstała w pierwszej połowie XVI wieku. Pierwsza wzmianka o tej miejscowości pochodzi z 1552 roku ze spisu poborowego ziemi łukowskiej w województwie lubelskim. Była własnością prywatną. Nazwę wsi zapisywano wtedy jako Jedlinka. Późniejsze wzmianki nazywają tę wieś już tak samo jak obecnie. Nazwa miejscowości pochodzi od nazwy drzewa jodła. W 1580 roku, według spisu poborowego, wieś należała do rodziny Kanimirów  i Frączów. W 1620 roku wieś podzielona była między kilku szlachciców. Był to typowy obraz wsi z ziemi łukowskiej, gdzie, podobnie jak na większości obszaru Mazowsza, dominowała drobna własność szlachecka. W Jedlance właścicielami ziemskimi byli: pan Skiwski, pan Jakub Kanimir, pan Wojciech Żabicki – cześnik czerski. Natomiast ziemie dzierżawili: chłop Maciej Magdalerz (od pana Skiwskiego) i Mikołaj Gojski. Szlachta mieszkająca tu była uboga i swoim statusem materialnym niewiele różniła się od chłopów. Natomiast wśród miejscowych chłopów byli chłopi bogatsi, którzy statusem materialnym mogli przewyższać szlachtę. Wieś często zmieniała właścicieli i zapewne w początkach XIX wieku przeszła na własność rządu zaborczego. 
W 1827 roku Jedlanka leżała w powiecie łukowskim. Należała do parafii w Tuchowiczu. Była to wieś rządowa. Stało w niej 33 domy, a mieszkało 193 mieszkańców. W 1881 roku Jedlanka liczyła 34 domy i 272 mieszkańców. Leżała w powiecie łukowskim w gminie Tuchowicz, ale była też przynależna do majoratu Prawda. We wsi istniał folwark rządowy.
W 1953 roku w miejscowości rozpoczęła funkcjonowanie stacja kolejowa na linii kolejowej nr 12 Pilawa — Łuków. Jednak od roku 2008 nie przejeżdżają przez Jedlankę pociągi pasażerskie, a stacja została zdegradowana do roli nieobsługiwanego przystanku.

## Zespół Oświatowy w Jedlance
Szkoła Podstawowa w Jedlance została założona w 1918 roku i pierwotnie liczyła cztery klasy. Po II wojnie światowej przechodziła zmiany zgodnie z kierunkiem kolejnych reform oświaty. Od 1997 roku funkcjonuje jako Zespół Oświatowy, w skład którego wchodzi przedszkole, szkoła podstawowa i – dawniej – gimnazjum. W 1998 roku nadano jej imię ppłk. Wacława „Ostoi” Rejmaka i prawo posiadania sztandaru.